# Geodiidae
Los geódidos (Geodiidae) son una familia de demosponjas del orden Astrophorida.

## Taxonomía
La familia Geodiiidae contiene los siguientes géneros:
Subfamilia Erylinae Sollas, 1888
- Caminella Lendenfeld, 1894
- Caminus Schmidt, 1862
- Erylus Gray, 1867
- Melophlus Thiele, 1899
- Pachymatisma Bowerbank in Johnston, 1842
- Penares Gray, 1867

Subfamilia Geodiinae Gray, 1867
- Geodia Lamarck, 1815